# Sybil Werden
Sybil Barbara Astrid Werden (* 3. September 1924 in Berlin; † 27. Juli 2007 in München) war eine deutsche Schauspielerin und Tänzerin.

## Leben und Karriere
Sybil Werden wurde 1924 als Tochter der Stummfilmschauspielerin Margit Barnay und eines Ingenieurs geboren. Sie begann 1946 nach einer Ausbildung bei Tatjana Gsovsky als Solotänzerin an der Berliner Staatsoper. Im Jahr 1952 hatte sie ihr Filmdebüt mit Das letzte Rezept. Werden heiratete im Frühling 1952 den Schauspieler und Entertainer Harald Juhnke. Tochter Barbara kam 1953 zur Welt, starb jedoch zwei Jahre später. Sohn Peer, der heute als Chirurg in München praktiziert, wurde 1956 geboren. Im selben Jahr zog die Schauspielerin sich von ihrem Beruf zurück. Das Ehepaar ließ sich 1962 scheiden.

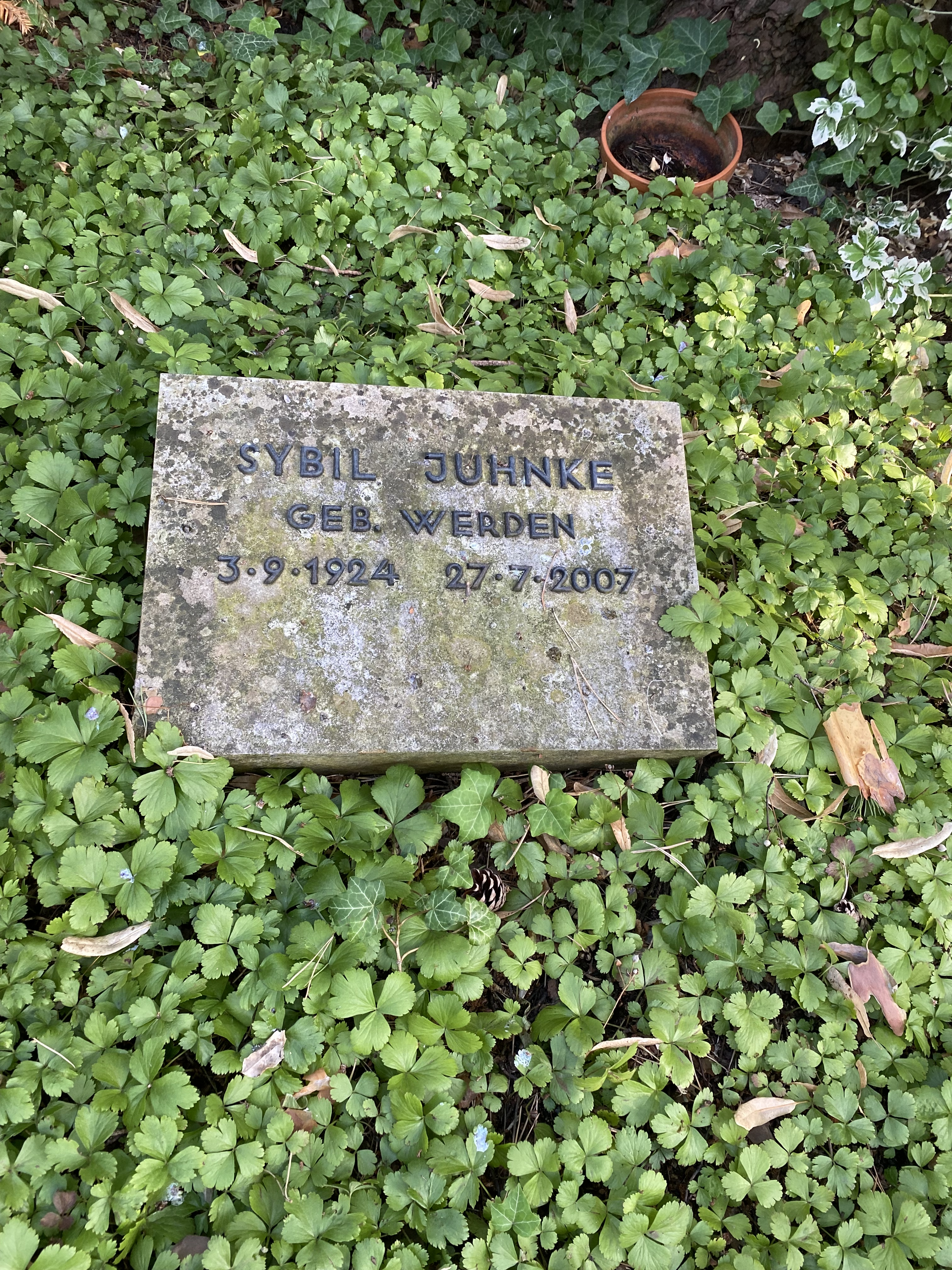
Grabstätte auf dem Waldfriedhof Dahlem

Werden starb 2007 und wurde auf dem Waldfriedhof Dahlem beerdigt. Die Grabstätte liegt im Feld 011-32.

## Filmografie
- 1952: Das letzte Rezept
- 1953: Der Vogelhändler
- 1953: Straßenserenade
- 1954: Auf der Reeperbahn nachts um halb eins
- 1955: Oberarzt Dr. Solm
- 1955: Griff nach den Sternen
- 1955: Wenn der Vater mit dem Sohne
- 1963: Hafenpolizei (Fernsehserie) – Die Falschmünzer
- 1963: Meine Frau Susanne (Fernsehserie, 6 Folgen)
- 1964: Das Kabinett des Professor Enslen (TV)
- 1965: La Malcontenta (Die Unzufriedene) – Begegnung in den Gärten Venetiens (TV)